# Lindsay Anderson
Lindsay Anderson   (Bangalore, 17 d'abril de 1923 - Angulema, 30 d'agost de 1994) va ser un director de cinema i teatre britànic, documentalista i crític. Va ser un dels animadors del cinema lliure anglès, amb Karel Reisz i Tony Richardson.

## Biografia i trajectòria
Aquest antic periodista de cinema és conegut sobretot per dirigir If..., una de les pel·lícules més influents del cinema britànic, que va guanyar la Palma d'Or al Festival Internacional de Cinema de Canes l'any 1969. Després va dirigir O Lucky Man!, 1973, Hospital Britannia (1982) (on trobem l'actor Malcolm McDowell descobert a If...) i The Whales of August (1987).

### Infància i estudis
D'ascendència escocesa, fill d'un oficial naval britànic, va néixer al sud de l'Índia, Bangalore, i va anar al Cheltenham College, on va conèixer el seu amic i biògraf, guionista i novel·lista Gavin Lambert; més tard es va educar en clàssics al Wadham College d'Oxford, després va estudiar literatura anglesa al Magdalen College, també a Oxford.
Després de graduar-se, Anderson va treballar durant l'últim any de la Segona Guerra Mundial com a criptògraf d'intel·ligència al Wireless Experimental Center de Delhi.

### Crític i teòric
Abans d'entrar al cinema, Anderson va ser un dels principals crítics de la influent revista Sequence (1947-52), que va cofundar amb Gavin Lambert i Karel Reisz.; més tard també va escriure a Sight & Sound, la revista del British Film Institute, i al setmanari polític d'esquerres New Statesman. En un dels seus famosos primers articles controvertits, Stand Up, Stand Up, va exposar les seves teories sobre el futur del cinema britànic.
L'any 1950 Anderson va conèixer John Ford, que va donar lloc a una de les obres més importants sobre aquest director: About John Ford (1981). Basat en mitja dotzena d'entrevistes durant un període de més de dues dècades, i una vida d'estudi de l'obra de Ford, el llibre s'ha descrit com «un dels millors llibres sobre un cineasta mai publicat per un altre cineasta». Pel que es desprèn de la lectura dels escrits d'Anderson, una altra de les seves principals influències va ser Humphrey Jennings, el gran documentalista britànic de la Segona Guerra Mundial.
Com a resultat d'una sèrie de projeccions, celebrades al National Film Theatre, de curtmetratges de producció independent per ell mateix, Karel Reisz i altres, va desenvolupar una filosofia del cinema que va trobar expressió en el moviment actual conegut com a Free Cinema, que va sorgir a la Gran Bretanya a finals dels anys cinquanta. Va partir de la idea que el cinema s'havia d'alliberar de les seves actituds de classe i que la classe o les classes treballadores tenien dret a la visibilitat a les pantalles britàniques.

### Els inicis com a cineasta
Juntament amb Karel Reisz, Tony Richardson i altres, van recaptar fons de diferents fonts (inclosa la sucursal de la Ford Company a Gran Bretanya) i cadascun d'ells va fer una sèrie de documentals curts socialment innovadors sobre diferents temes. Un dels primers curts d'Anderson, Thursday's Child, sobre una escola per a nens sords, va guanyar l'Oscar al millor curtmetratge documental el 1954.
Aquestes pel·lícules, realitzades seguint la tradició dels documentals britànics dels anys 30 per directors com John Grierson, són molt precursors del realisme social del cinema britànic que va aparèixer als anys 60. Amb aquesta idea Anderson va fer el seu primer llargmetratge This Sporting Life (1963). Escrita per David Storey, que adapta la seva pròpia novel·la, la pel·lícula explica l'ascens social d'un menor, interpretat per Richard Harris, que intenta fugir de la seva condició convertint-se en jugador de la lliga de rugbi. Altres llargmetratges produïts a Anglaterra en aquesta època, com Saturday Night and Sunday Morning de Karel Reisz o La soledat del corredor de fons de Tony Richardson, també estan en aquesta línia i constitueixen les pel·lícules insígnia del Free Cinema.

### La trilogia de «Mick Travis»
Pel que Anderson segueix sent més conegut, però, és per la seva trilogia de «Mick Travis», tres llargmetratges amb Malcolm McDowell en el paper de Travis: If..., Oh Lucky Man! i Hospital Britannia.
La primera part de la trilogia, If..., marca la història del cinema anglès i segueix sent la pel·lícula més famosa d'Anderson. Una càrrega virulenta dirigida a l'educació anglesa, la pel·lícula està en la línia de Zero en conducta de Jean Vigo. If es va presentar al Festival de Cannes l'any 1969 i va guanyar la Palma d'Or.
Al mateix temps que volia que Malcolm McDowell interpretés el personatge de Travis, Anderson sempre va insistir que Arthur Lowe, actor de "gènere" britànic, famós pel seu paper de capità Mainwaring a Dad's Army, una telenovel·la de la BBC que va tenir cert èxit, va formar part del repartiment de les seves pel·lícules. Així apareix Lowe a If.., Brave New World i Britannia Hospital.

### Activitats teatrals
Anderson també va ser un director de teatre important a la Gran Bretanya. Durant molt de temps va estar vinculat al Royal Court Theatre de Londres, on va exercir la funció de codirector el 1969-70, i de director artístic associat el 1971-75, i per al qual va crear, entre d'altres, obres de teatre de David Storey.

### Fi de carrera
Anderson va tornar a les seves arrels en la realització de documentals el 1985, quan el productor Martin Lewis el va convidar a fer una crònica de la primera visita a la Xina d'artistes del grup de música pop Wham!. Això va donar lloc a la pel·lícula d'Anderson Foreign Skies: Wham! In China.
Posteriorment, Anderson va marxar als Estats Units per rodar la seva primera pel·lícula americana, The Whales of August, que es va presentar fora de competició al Festival de Cannes l'any 1987. Una obra íntima allunyada de sàtires virulentes com If... o Britannia Hospital; la pel·lícula adapta una obra de teatre de David Berry i és protagonitzada per veterans de Hollywood com Vincent Price, Ann Sothern, Bette Davis i Lillian Gish, que va ser la musa de D. W. Griffith a l'era del mut.
Anderson es queda als Estats Units, i recupera el seu verb satíric, per a la seva propera pel·lícula, Glory! Glory! que està filmant per al canal de televisió de pagament Home Box Office i que se centra en el món dels teleevangelistes.
Anderson era un amic íntim de l'actriu Jill Bennett que es va suïcidar el 1990, i el 1992 va aparèixer en un emotiu episodi a Is That All There Is?, la seva pel·lícula autobiogràfica realitzada per a la BBC: veiem un vaixell baixant pel Tàmesi, amb diversos companys i amics de l'actriu, i les cendres d'aquesta s'escampen a l'aigua mentre el músic Alan Price canta la cançó Is That All There Is?
Cada any, el Festival Internacional de Cinema Documental d'Amsterdam (IDFA) ofereix a un cineasta de renom l'oportunitat d'establir el programa de les seves 10 pel·lícules preferides. El 2007, la directora iraniana Maziar Bahari va triar O Dreamland i Everyday Except Christmas a la seva llista dels 10 grans clàssics de la història del documental.

## Filmografia
ficció
- 1963: This Sporting Life
- 1967: L'autobús blanc
- 1968: If...
- 1973: Oh Lucky Man !
- 1975: En celebració
- 1979: Look Back in Anger, codirigida amb David Hugh Jones
- 1982: Hospital Britannia
- 1987: The Whales of August

documentals
- 1948: Meet the Pioneers
- 1949: Idlers at Work
- 1952: Trunk Conveyor
- 1952: Wakefield Express
- 1951: Three Installations
- 1953: O Dreamland
- 1954: Thursday's Children, codirigit amb Guy Brenton
- 1955: Foot and Mouth
- 1955: Energy First
- 1955: £20 a Ton
- 1955: A Hundred Thousand Children
- 1955: The Children Upstairs
- 1955: Henry
- 1955: Green and Pleasant Land
- 1957: Every Day Except Christmas
- 1967: The Singing Lesson
- 1986: Wham ! In China: Foreign Skies ou Wish You Were There
- 1993: Is That All There Is ?

televisió
- 1956: Les aventures de Robin Hood (sèrie de televisió, 4 episodis)
- 1968: NET Playhouse (sèrie de televisió, 1 episodi)
- 1972: Play for Today (sèrie de televisió, 1 episodi)
- 1979: The Old Crowd
- 1989: Gloria! Gloria!

## Obres publicades
- Lindsay Anderson, Sobre John Ford, ed. Plexus, Londres, 1981.